# Guadalajara Open Akron 2022
Pentru turneul masculin, vedeți Mexican Open 2022
În 2022, calendarul WTA a fost afectat de anularea turneelor din China și Rusia din cauza pandemiei de COVID-19, a invaziei ruse a Ucrainei din 2022 și a acuzațiilor tenismenei Peng Shuai împotriva lui Zhang Gaoli, un membru de rang înalt al Partidului Comunist Chinez. Drept urmare, un turneu WTA 1000 va avea loc la Guadalajara pentru a compensa.

## Campioni

### Simplu feminin
Pentru mai multe informații consultați Guadalajara Open Akron 2022 – Simplu

### Dublu feminin
Pentru mai multe informații consultați Guadalajara Open Akron 2022 – Dublu

## Puncte și premii în bani

### Distribuția punctelor
| Probă         | C   | F   | SF  | QF  | R16 | R32 | R64 | Q   | Q2  | Q1  |
| Simplu        | 900 | 585 | 350 | 190 | 105 | 60  | 1   | 30  | 20  | 1   |
| Dublu feminin | 900 | 585 | 350 | 190 | 105 | 5   | N/A | N/A | N/A | N/A |

### Premii în bani
| Probă  | C        | F        | SF       | QF      | R16     | R32     | R64     | Q2     | Q1     |
| Simplu | $380,000 | $224,000 | $115,289 | $53,000 | $26,515 | $15,080 | $10,820 | $6,350 | $3,300 |
| Dublu* | $111,000 | $82,400  | $34,300  | $17,300 | $9,800  | $6,570  | N/A     | N/A    | N/A    |

*per echipă